# Юинг, Томас
То́мас Ю́инг (англ. Thomas Ewing; 28 декабря 1789 — 26 октября 1871) — американский политик, 1-й министр внутренних дел США и 14-й министр финансов США.

## Биография
Томас Юинг родился в Уэст-Либерти (штат Виргиния). Его семья исповедовала пресвитерианство, но Юинг в течение многих лет принимал участие в католических богослужениях. В 1815 году окончил университет Огайо со степенью бакалавра искусств. В 1816 году, после принятия в коллегию адвокатов, основал собственную юридическую контору в Ланкастере.
В 1830 году Юинг был избран в Сенат США. С 1831 по 1837 год в Сенате он, член Национальной республиканской партии, представлял интересы штата Огайо, но позднее Томас Юинг присоединился к партии вигов.
4 марта 1841 года президент Уильям Генри Гаррисон назначил Юинга на пост министра финансов. Несмотря на то, что Гаррисон умер через месяц после инаугурации, Томас сохранил свой пост при новом президенте, Джоне Тайлере, до своей отставки 11 сентября 1841 года. Причиной отставки послужило несогласие с планами по созданию Третьего банка США.
8 марта 1849 года президент Закари Тейлор утвердил Юинга первым министром внутренних дел. Эту должность он занимал до 22 июля 1850 года.
В 1871 году, незадолго до смерти, Томас Юинг принял католичество. На его похоронах среди несущих гроб был губернатор Огайо, будущий президент США, Ратерфорд Хейс.